# Ethel Shakespear
Ethel Mary Reader Shakespear (17 de julio de 1871-17 de enero de 1946) fue una geóloga, funcionaria pública y filántropa inglesa que recibió varios reconocimientos tanto por su labor científica, como por su labor filantrópica. Su obra más conocida, Monograph of British Graptolites, fue por muchos años un referente dentro de la Paleontología.

## Biografía
Ethel Wood nació el 17 de julio de 1871 en Biddenham, Bedfordshire, hija menor del clérigo Henry Wood. Fue educada en Bedford High School y Newnham College en la Universidad de Cambridge (1891-95), graduándose en Ciencias Naturales. En 1896, después de terminar sus estudios, comenzó a trabajar como asistente de Charles Lapworth en el Mason College (que más tarde se convirtió en la Universidad de Birmingham) y bajo su supervisión se dedicó a la investigación geológica.
A instancias de Lapworth, en esa época inició la preparación de su obra más conocida Monograph of British Graptolites, con su amiga de la universidad Gertrude Elles. Wood se encargó de realizar las ilustraciones, Elles las descripciones y Lapworth la introducción. Esta monografía, que se publicó en partes de 1901 a 1918, se convertiría en un trabajo paleontológico de referencia durante muchos años.
Obtuvo su doctorado de la Universidad de Birmingham en 1906 y poco después se casó con Gilbert Arden Shakespear, un profesor de física de la universidad a quien había conocido en Cambridge. Tuvieron solo una hija, pero murió en la infancia. Durante la Primera Guerra Mundial se dedicó a ayudar a los militares discapacitados. Fue secretaria honoraria del Comité de Pensiones de Guerra de Birmingham y formó parte del Comité de Subvenciones Especiales del Ministerio de Pensiones de 1917 a 1926. Fue nombrada juez de paz de Birmingham en 1922, especializándose en casos relacionados con niños y niñas de la clase trabajadora. Era una visita familiar en los hogares de acogida temporal e invitó a muchas mujeres y niñas pobres a quedarse en su casa en Caldwell Hall, Upton Warren, Worcestershire.
Murió de cáncer en 1946, a los 74 años.

## Reconocimientos
Ethel Shakespear fue elegida miembro de la Geological Society of London en 1919 y recibió la Medalla Murchison por su trabajo en 1920. Además fue nombrada miembro de la Orden del Imperio Británico (MBE) en 1918 por su trabajo durante la guerra y Dama Comandante de la Orden del Imperio Británico (DBE) en los honores civiles de guerra de 1920.